# Entephria flavoprivata
Entephria flavoprivata är en fjärilsart som beskrevs av Bang-haas 1927. Entephria flavoprivata ingår i släktet Entephria och familjen mätare. Inga underarter finns listade i Catalogue of Life.